# لاجلو بارتشاي
لاجلو بارتشاي László Bárczay (ولد في 21 فبراير 1936 – 7 أبريل 2016) لاعب شطرنج مجري يحمل لقب أستاذ كبير.
- حصل على لقب أستاذ دولي عام 1966 من الاتحاد الدولي للشطرنج فيدي.
- حصل على لقب أستاذ كبير عام 1967.
- حل أولاً مناصفةً في دورة أجتالوش التذكارية في شالغوتاريان عام 1967، وثالثاً بدورة فرانياشكا بانيا المناطقية عام 1967، وأولاً مناصفةً في دورة ساراييفو عام 1968، وأولاً في دورة بولانيكا زدروي عام 1969، وثانياً في دورة بالي عام 1970، وثانياً في دورة لوبلن عام 1975، وأولاً في دورة أستور عام 1982.

## روابط خارجية
- لاجلو بارتشاي على موقع مباريات الشطرنج (الإنجليزية)
- لاجلو بارتشاي على موقع 365Chess.com (الإنجليزية)
- لاجلو بارتشاي على موقع Chesstempo.com (الإنجليزية)
- لاجلو بارتشاي على موقع اتحاد المراسلات الدولية للشطرنج (الإنجليزية)
- لاجلو بارتشاي سجل أولمبياد الشطرنج على موقع OlimpBase.org (الإنجليزية)